# Sint-Barbarakerk (Bunnik)
De Sint-Barbarakerk is een van de twee kerken van de Utrechtse plaats Bunnik. De huidige kerk is gebouwd in 1939-1940, naar een ontwerp van Alphons Boosten.

## Voorgaande (schuil)kerken
In 1718 wordt een kleine katholieke schuilkerk in Bunnik gesticht. In 1845 werd deze vervangen door een nieuwe kerk op dezelfde plaats gelegen aan de Schoudermantel. De kerk stond ongeveer halverwege Bunnik en Odijk, want tot 1964 gingen ook de Odijkse katholieken in Bunnik naar de kerk. Deze kerk werd door de jaren heen te klein en op 6 februari 1938 vroeg pastoor Hegge aan de aartsbisschop toestemming om een nieuwe kerk te mogen bouwen. Op 22 februari 1938 verleende de bisschop de machtiging.
Na ingebruikname van de nieuwe kerk werd de oude Barbarakerk verbouwd tot koelcel, en is tot begin 21e eeuw als zodanig in gebruik geweest. Het oude kerkgebouw is inmiddels vervangen door een modern koelhuis op het terrein van Klaas de Jong.

## De huidige kerk
De bouw van de huidige kerk begon op 13 mei 1939 en de eerstesteenlegging was op 26 juli van dat jaar. Op 9 oktober 1940 werd het nieuwe kerkgebouw ingewijd door aartsbisschop Johannes de Jong.
De bouwstijl van de Barbarakerk vertoont eigenschappen van de Delftse School, waarbij eenvoud en een goede harmonie tussen massa, ruimte en lichtval vooropstaat. De Delftse School kenmerkt zich ook door grote schuine dakvlakken en het gebruik van traditionele bouwmaterialen zoals baksteen. De architect combineerde deze stijl met invloeden uit het expressionisme. De kerk is nauw verwant aan Boostens kerken in Genhout en Heksenberg en heeft net als die kerken een westwerk-achtige voorbouw.
Het altaar en het altaarkruis zijn ontworpen door de Utrechtse edelsmid Jan Eloy Brom. Het is vervaardigd van zwart, licht geaderd marmer. De muurschildering in de apsis is vervaardigd door de schilder Charles Eyck. Het tafereel beeldt de verheerlijkte Christus op de berg Tabor uit.
De glas-in-loodramen in de kerk zijn van Wim van Woerkom. Ook zijn er ramen van Gunhild Kristensen van gekapt glas.
Het orgel is in 1963 gebouwd door Flentrop en het werd in september 1963 door Louis Toebosch officieel in gebruik genomen.
De kerk en de bijbehorende pastorie, ook ontworpen door Alphons Boosten, werden in 1999 benoemd tot rijksmonument.

## Fotogalerij

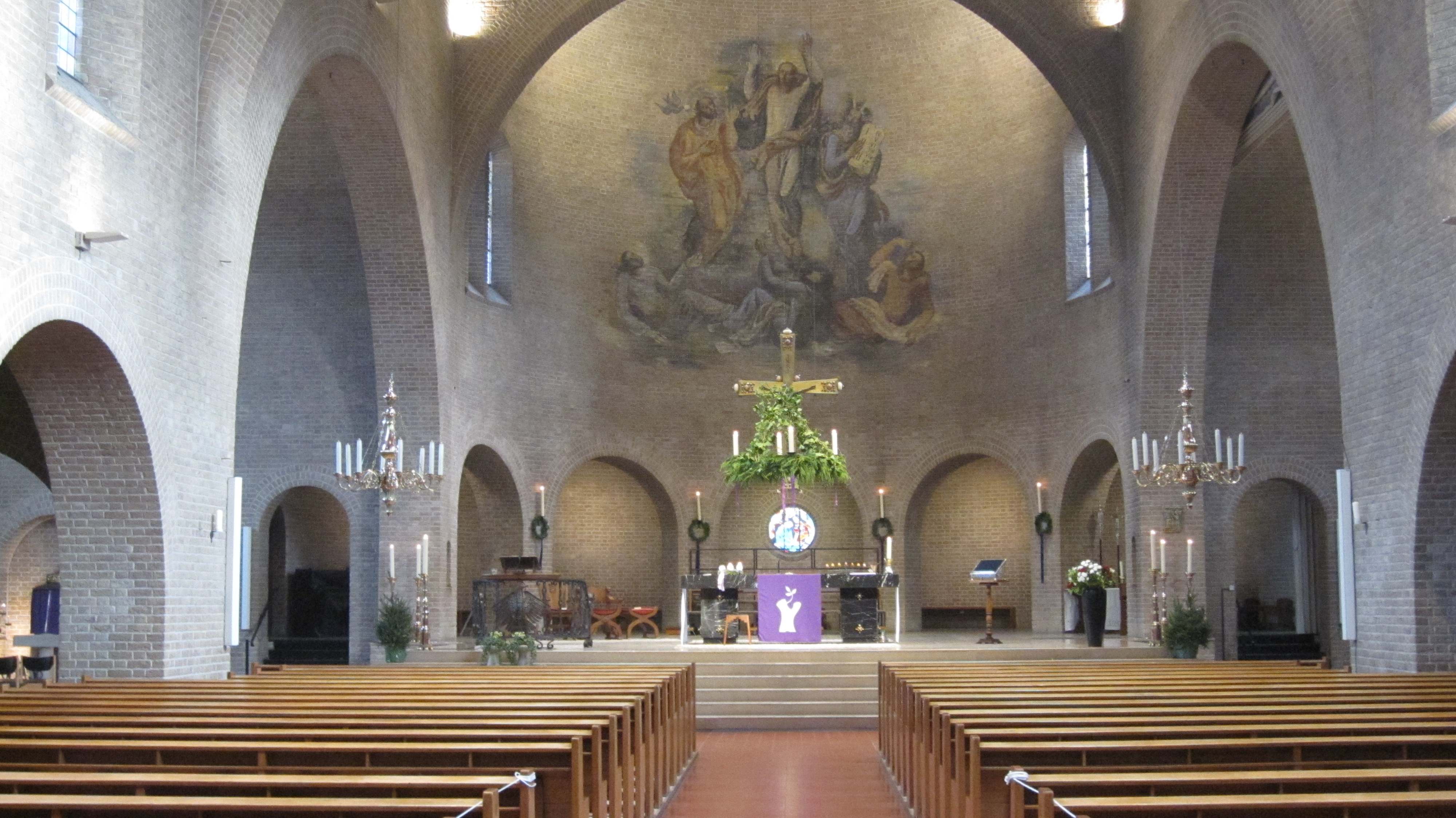
Interieur kerk in 2016
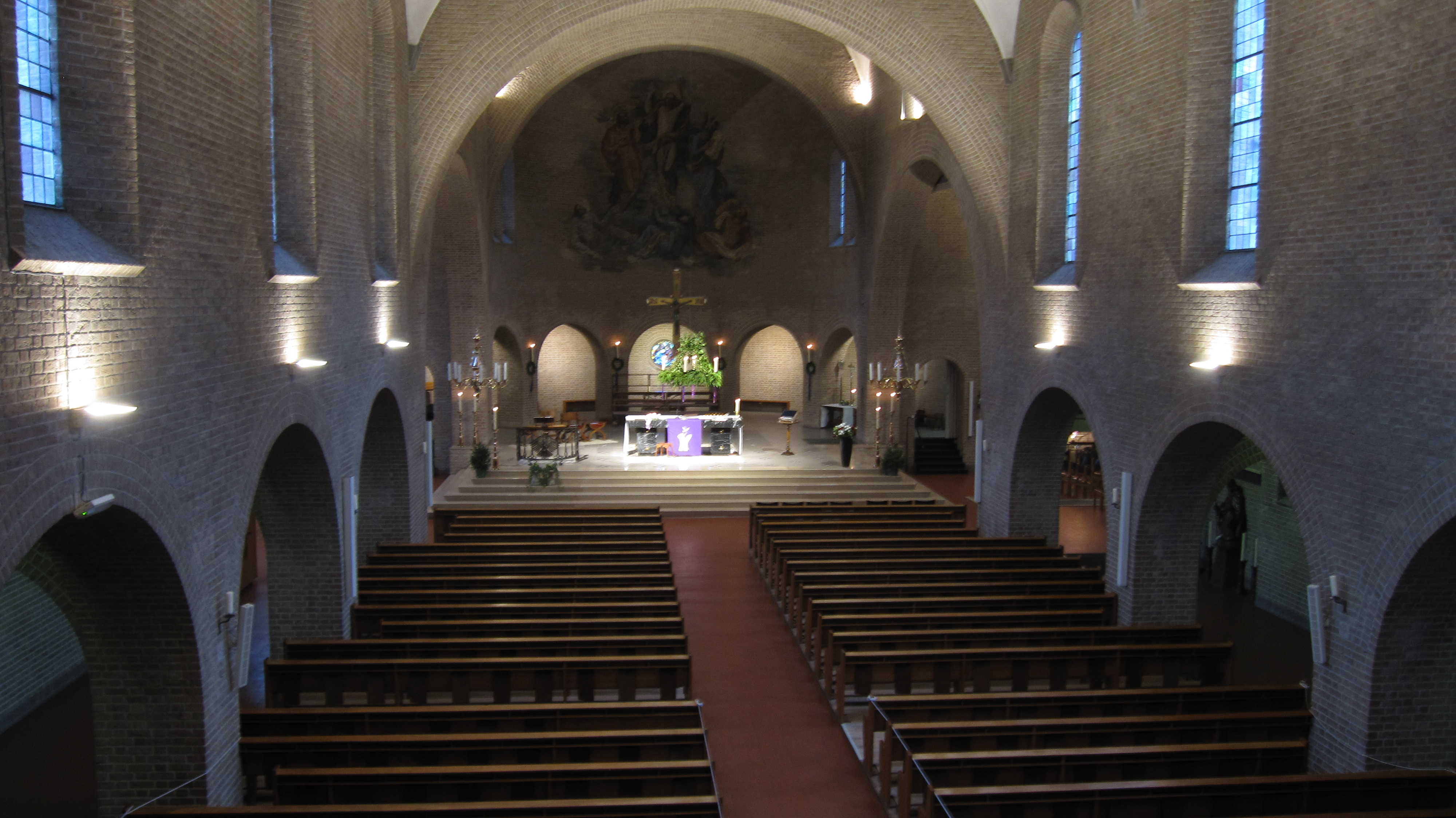
Interieur vanaf het koor gezien
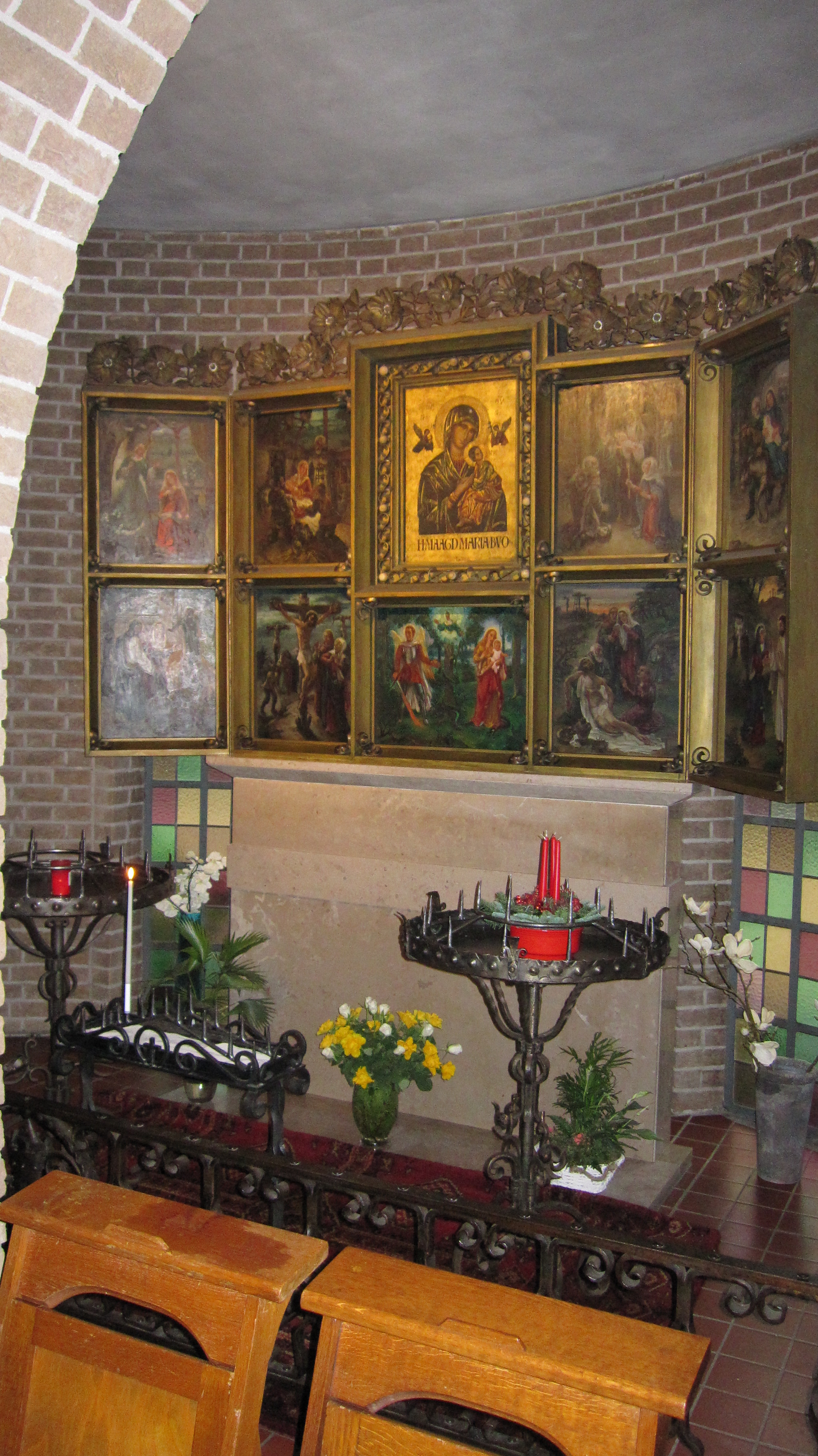
Mariakapel van de St. Barbarakerk
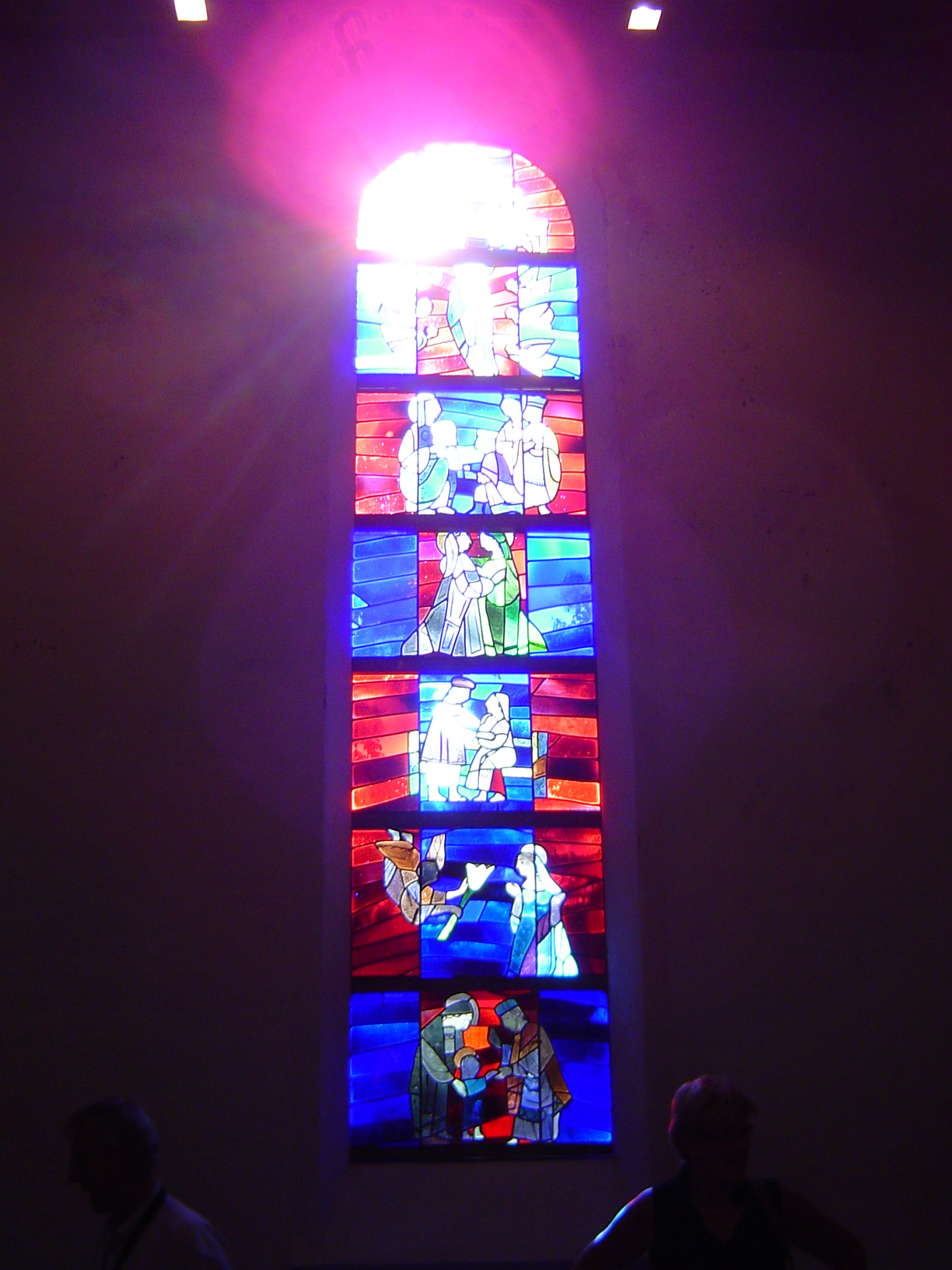
Glas-in-loodraam mortuarium
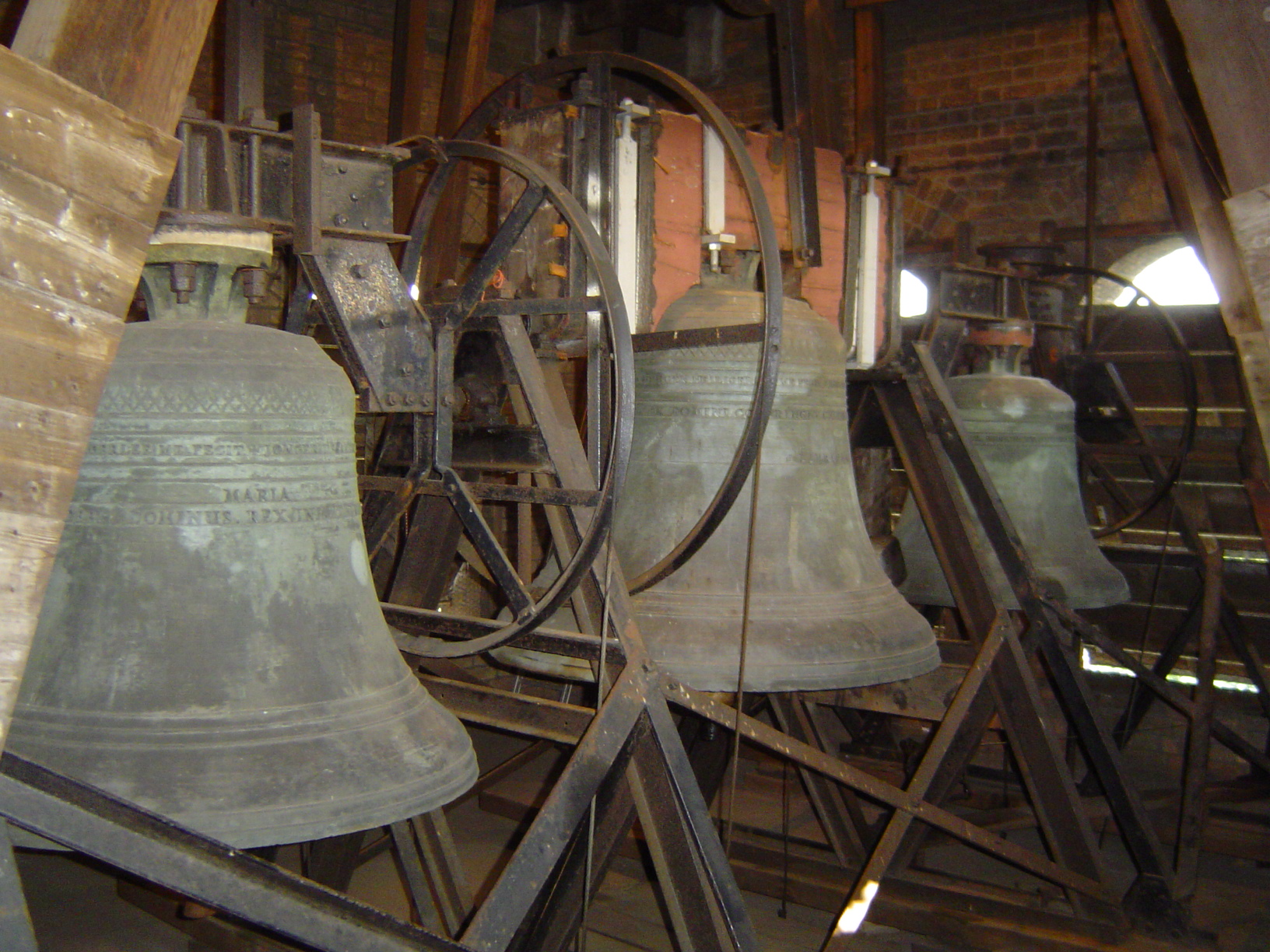
De drie luidklokken in de kerktoren
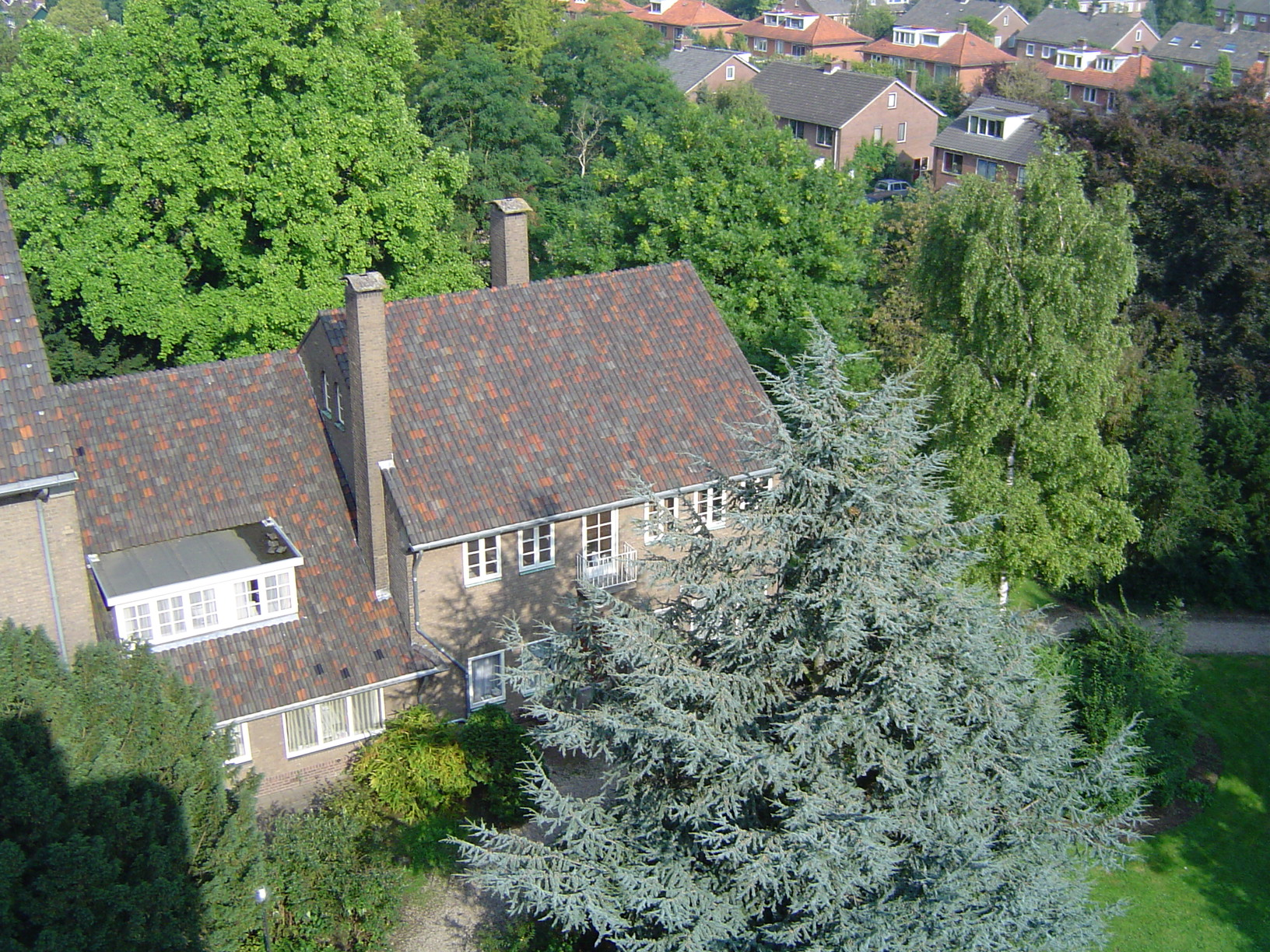
De pastorie vanaf de kerktoren gezien
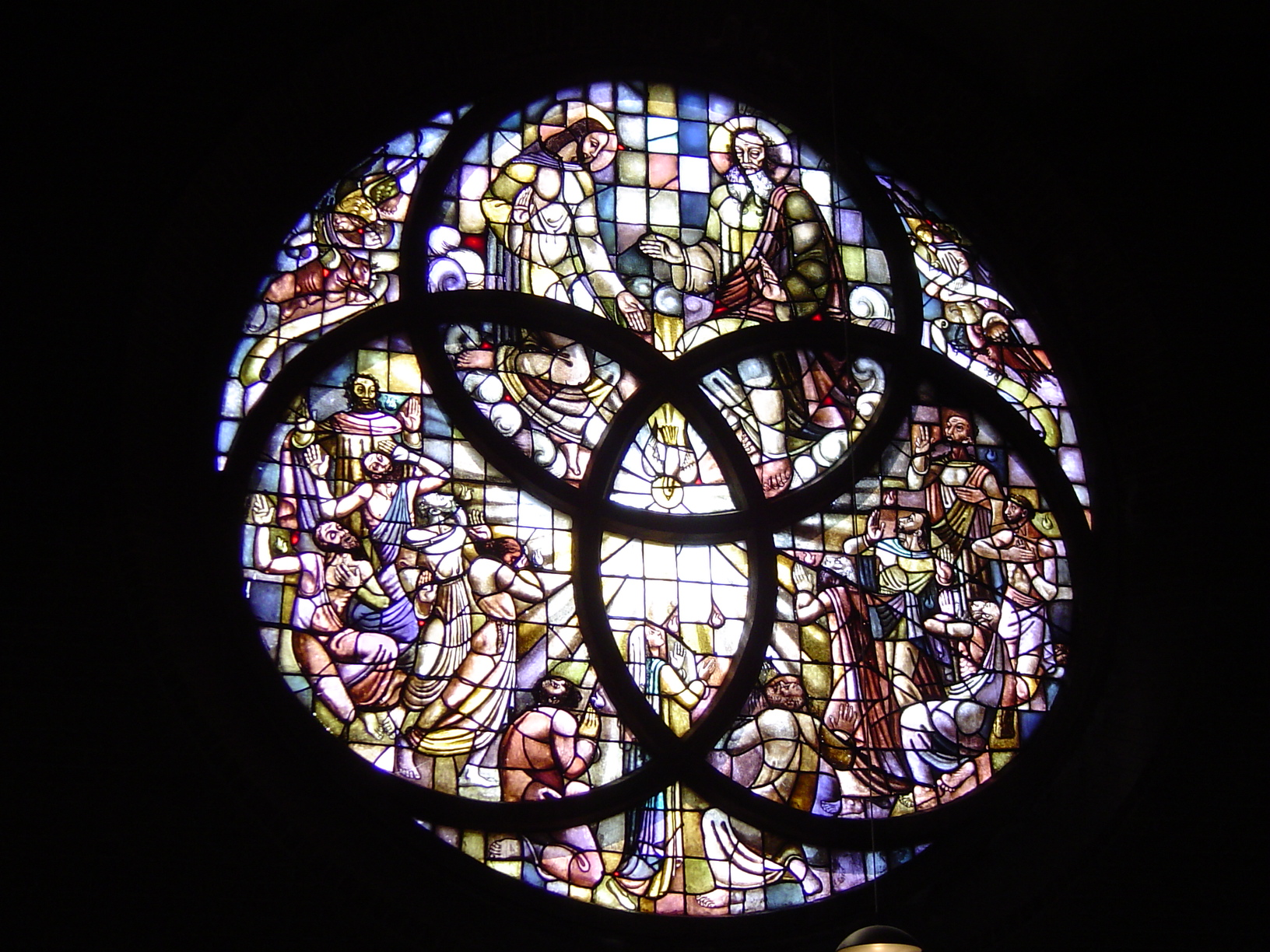
Glas-in-loodraam zijbeuk
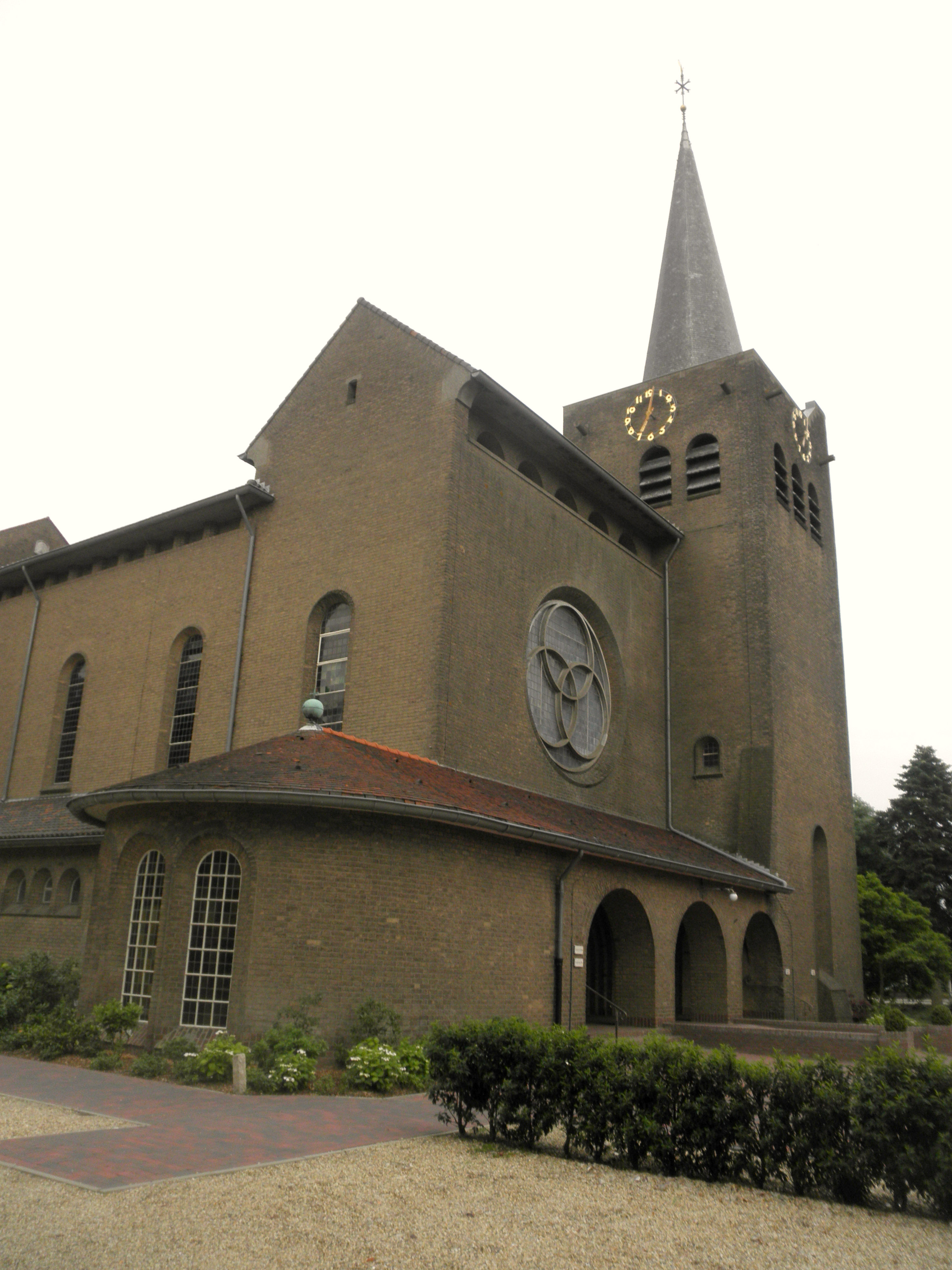
Exterieur Bunnikse St.-Barbarakerk